# Callicoon (Nowy Jork)
Callicoon – miasto w Stanach Zjednoczonych, w stanie Nowy Jork, w hrabstwie Sullivan.

## Historia
Miasto zostało utworzone w 1842 jako część miasta Liberty. Oryginalna wymowa nazwy miasta to "Collikoon". Nazwa ta wyrażała słowo "indyk" dla obu używanych w tamtych rejonach językach: holenderskim i języku Czoktawawów.
Część miasta została oddana aby stworzyć miasto Fremont.